# Badia di San Salvatore (Vaiano)
La badia di San Salvatore si trova nel comune di Vaiano, in provincia di Prato.

## Storia

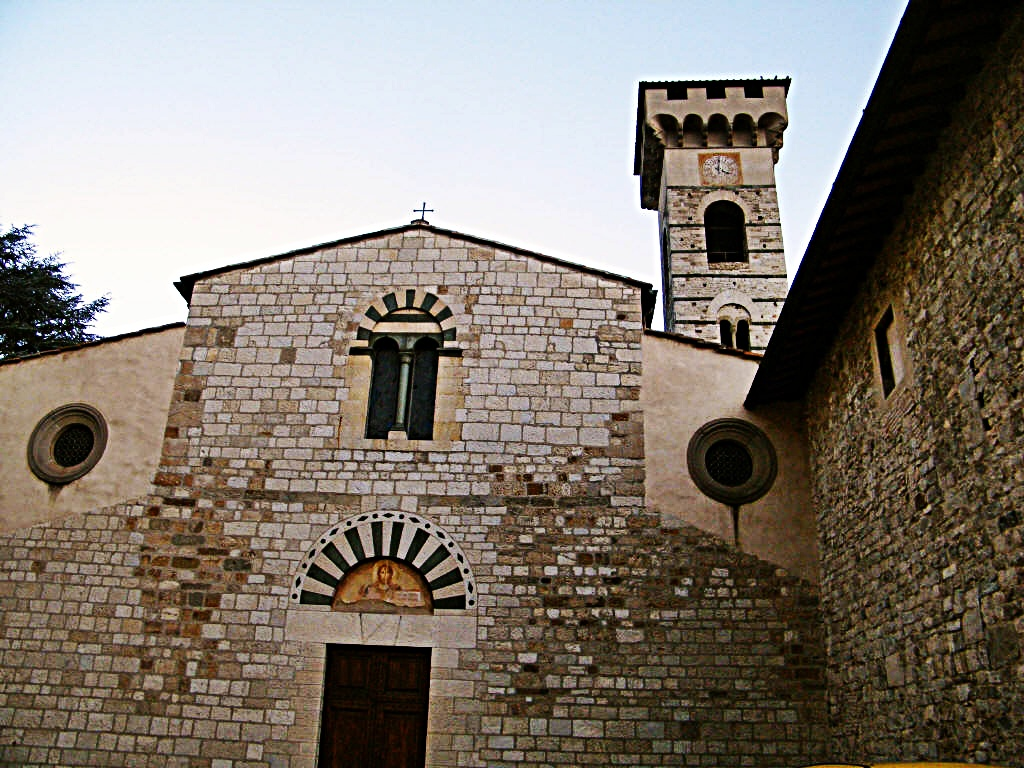
La Badia

La chiesa, di origine longobarda, faceva parte di un potente monastero, eretto nel IX-X secolo dai benedettini cassinesi e ricostruito nell'XI-XII secolo, probabilmente dopo il passaggio alla Congregazione vallombrosana (1075 circa). L'abbazia esercitò un'azione considerevole sul territorio: gestì alcuni Spedali per poveri e viandanti (uno vicino alla porta superiore del borgo), ebbe il controllo delle acque, mantenne la viabilità, sviluppò agricoltura e silvicoltura nei suoi vasti possedimenti, ebbe il patronato delle chiese di Schignano, Migliana, Cantagallo, e della pieve di Usella.

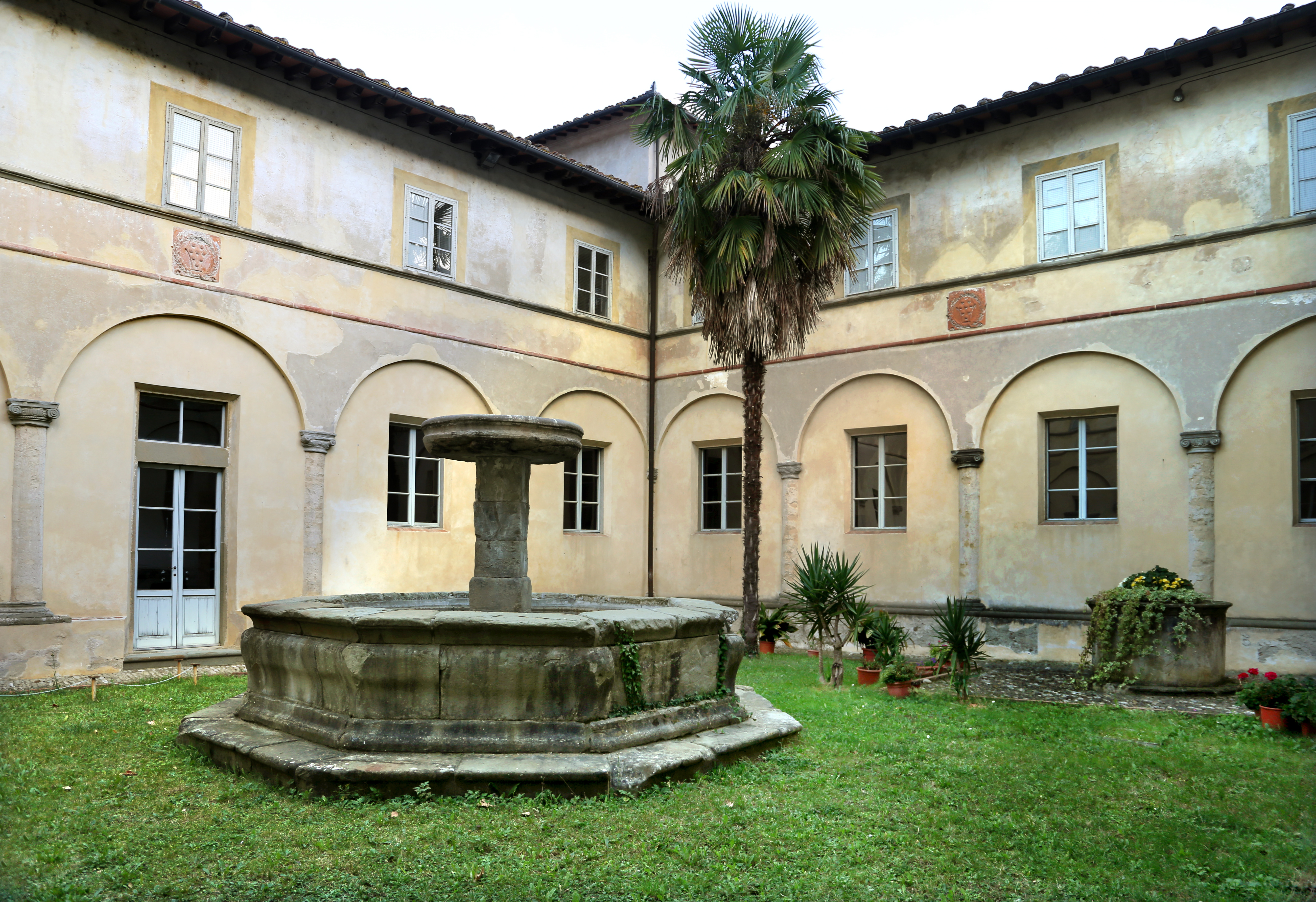
Il Chiostro

La badia fu ampliata (chiostro e ambienti circostanti) fra il XV e il XVI secolo, mentre la chiesa venne ristrutturata a fine Cinquecento. Nel 1808 il monastero fu soppresso e tutti i suoi beni venduti. La chiesa divenne parrocchia ed   ebbe un radicale ripristino su progetto dell'architetto Adelio Colzi, conclusosi nel 1930. Dal 25 Febbraio 1924 con un decreto del Vescovo di Pistoia e Prato, monsignor Gabriele Vettori, la Parrocchia di Vaiano è elevata alla dignità di Propositura. Dal 1992 all'interno dell'area dell'ex complesso monastico è presente un piccolo museo di arte sacra che raccoglie alcuni reperti delle campagne di scavo e di studio effettuate negli anni nel complesso monastico vaianese. All'interno del museo Agnolo Firenzuola (per un breve periodo abate del monastero di vaiano) è presente anche un percorso che racconta la storia e la vita che si è andata a creare attorno al complesso monastico della Valle del Bisenzio.

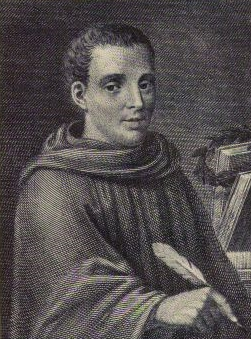
Agnolo Firenzuola

## Descrizione
La facciata basilicale della chiesa, in alberese, ha portale e bifora bicromi rifatti nel XX secolo. La facciata è stata pesantemente modificata nel 1920, con la rimozione del portico quattrocentesco. La lunetta presente sulla facciata è stata realizzata dall'artista pratese Leonetto Tintori. 

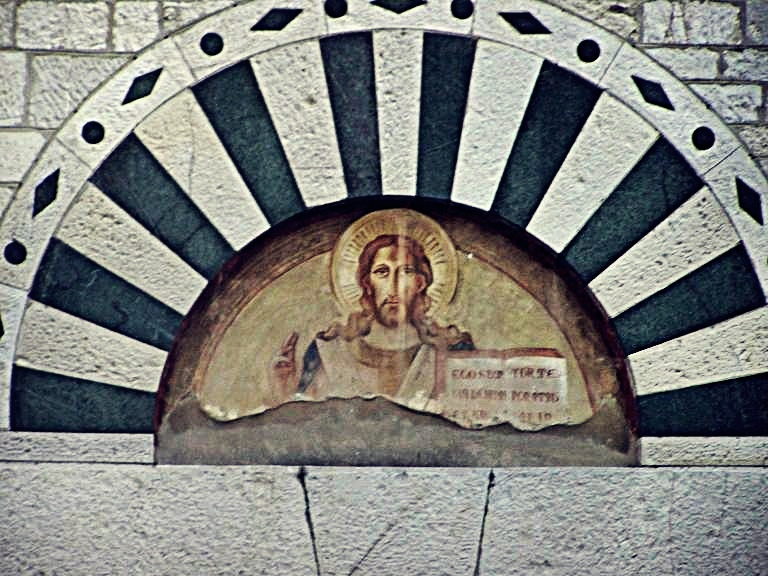
Leonetto Tintori - Gesù Salvatore 1920

### Interno della chiesa

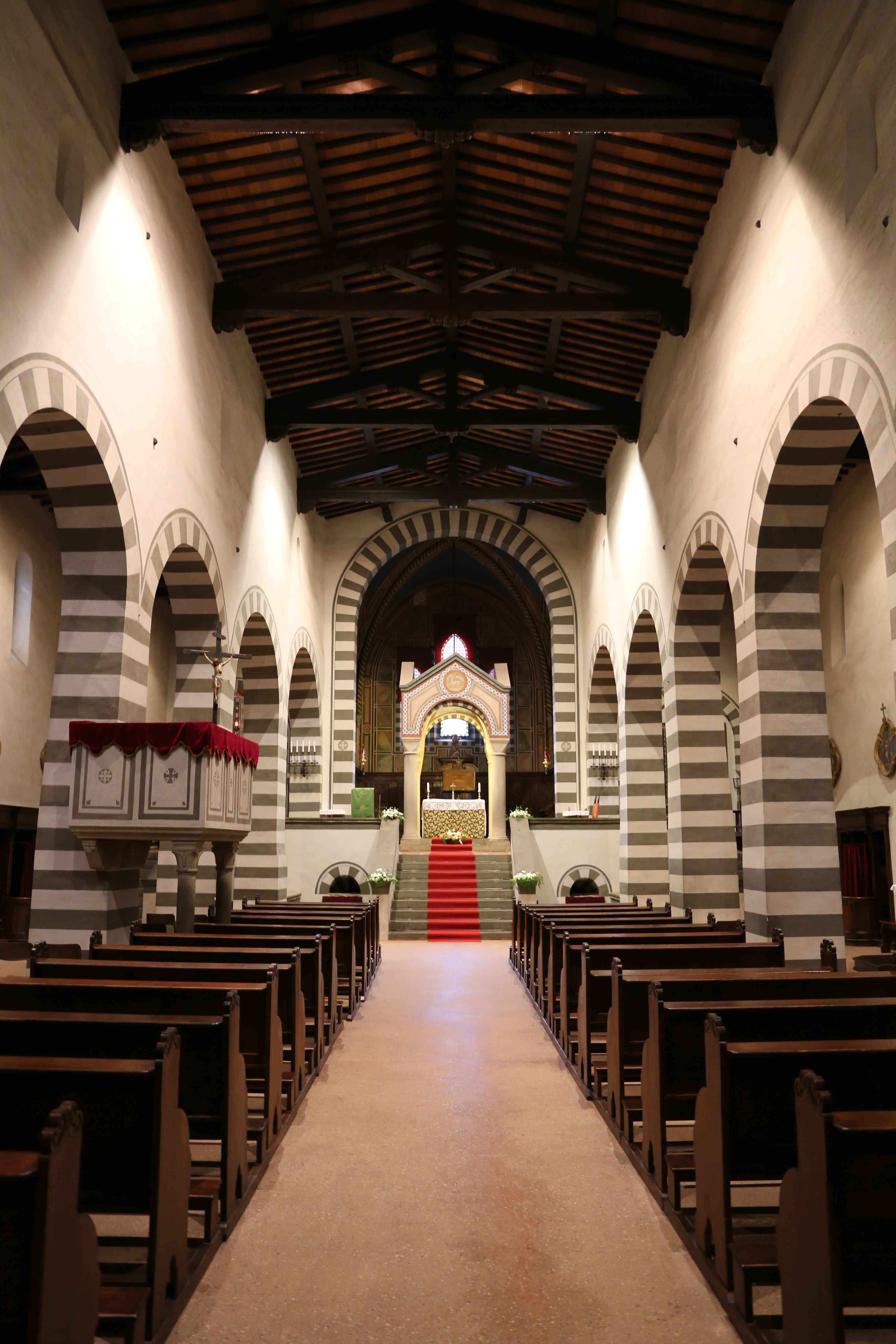
Interno della chiesa

L'interno è a tre navate, coperte da  capriate e separate da pilastri a sezione quadrangolare; il presbiterio è rialzato da tre scalinate, su una cripta (assai rimaneggiata, conserva l'abside centrale e una copertura su colonne, di ripristino).
L'interno della chiesa, benché rimaneggiato, conserva richiami al romanico benedettino nella distribuzione planimetrica; le tre navate, con pareti intonacate, sono divise da archi a pieno centro su pilastri irregolari.  
Due degli altari laterali, del primo Settecento, ospitano notevoli dipinti: a sinistra la Vergine col Bambino e san Francesco di Orazio Fidani, e all'opposto la Madonna col Bambino e santi (1586) di Giovanni Maria Butteri, autore anche della pala sulla parete destra del presbiterio, col Crocifisso (1580; sul fondo è una veduta della badia). Dietro l'altare maggiore e il ciborio neoromanici si conserva il coro ligneo con badalone in noce (1695).
La sacrestia, collegata alla chiesa, conserva l'unitaria veste assunta coi lavori del 1735-1738, con lavabo, imponente bancone, pancali e un altare con una tela, Santa Gertrude, di Ignazio Hugford.

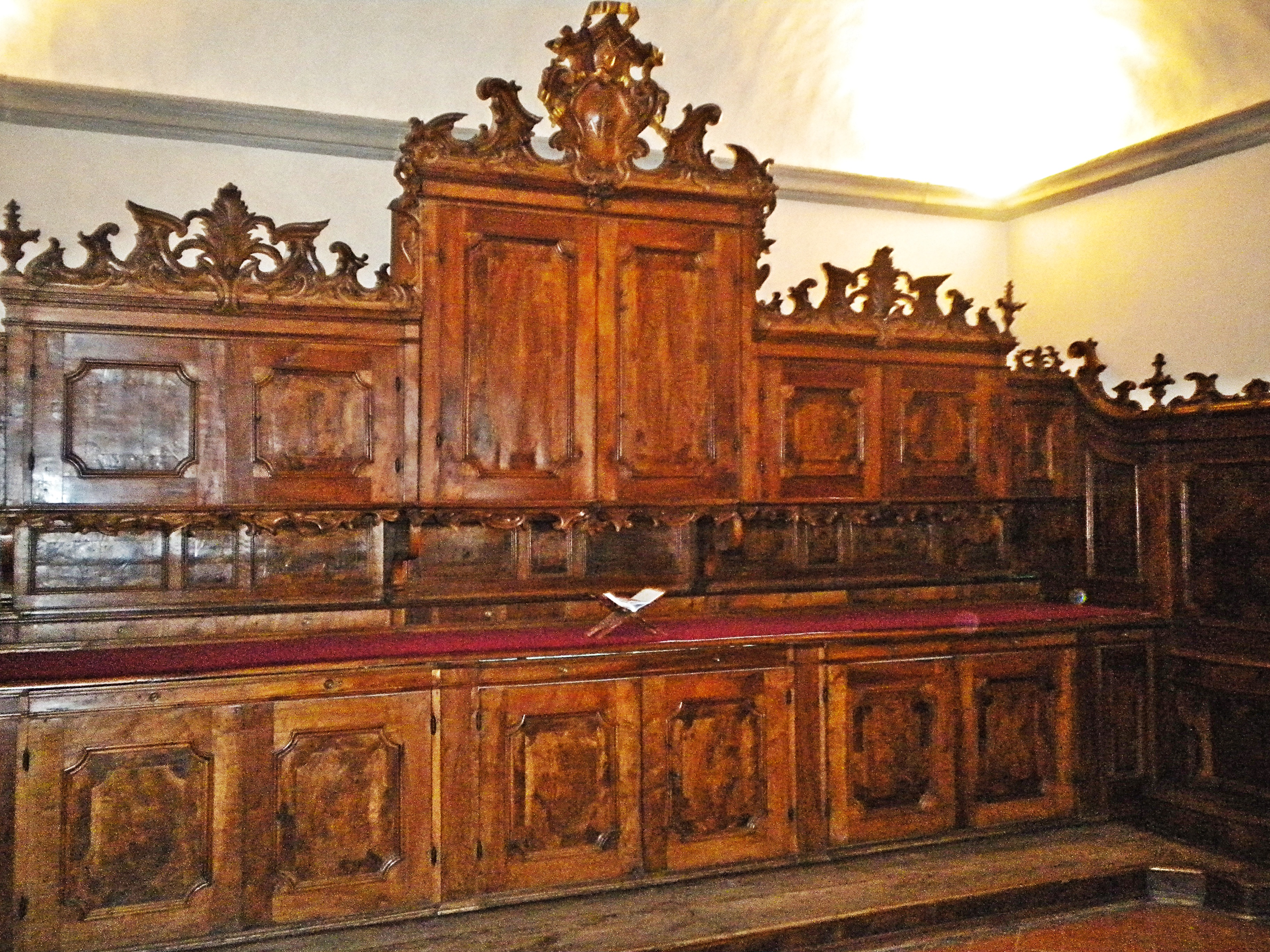
La Sacrestia - 1738

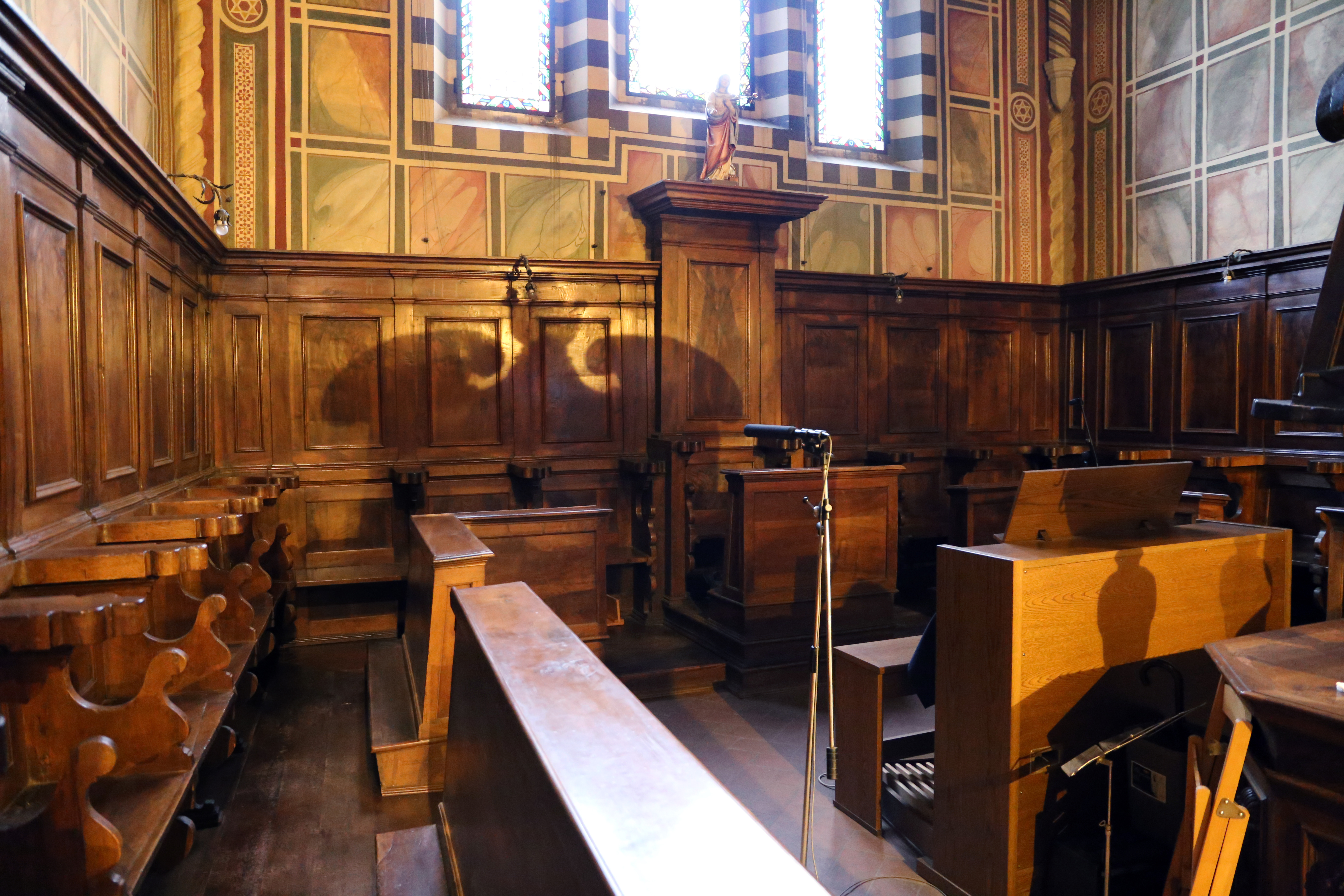
il Coro - 1695

### Il campanile
Dalla zona posteriore della chiesa, molto rimaneggiata, emerge la slanciata mole del campanile a torre (alto 40 metri), costruito intorno al 1260, importante esempio di romanico pratese. Il coronamento merlato in aggetto coperto in legno, del tardo Trecento, è munito di caditoie difensive.

### Il monastero

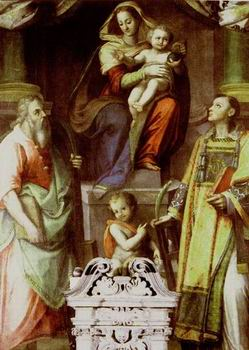
Madonna con Bambino fra i santi Andrea, Giovannino e Lorenzo (1586), di Giovanni Maria Butteri

A destra della chiesa si sviluppa l'antica abbazia, con semplice prospetto, articolata intorno al chiostro rinascimentale a doppio ordine, di gusto michelozziano: fu costruito intorno al  1460–1470, forse mentre era abate Carlo di Cosimo de' Medici.

## Galleria d'immagini

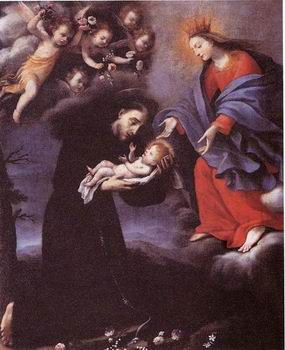
Vergine col Bambino e san Francesco di Orazio Fidani
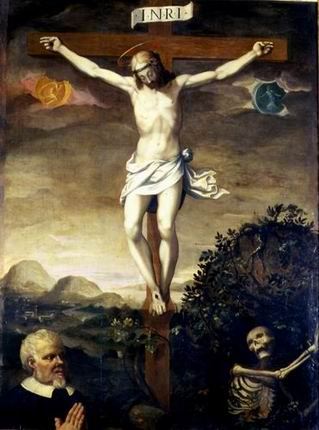
Crocifisso di Giovanni Maria Butteri con aggiunte in basso del 1690 circa
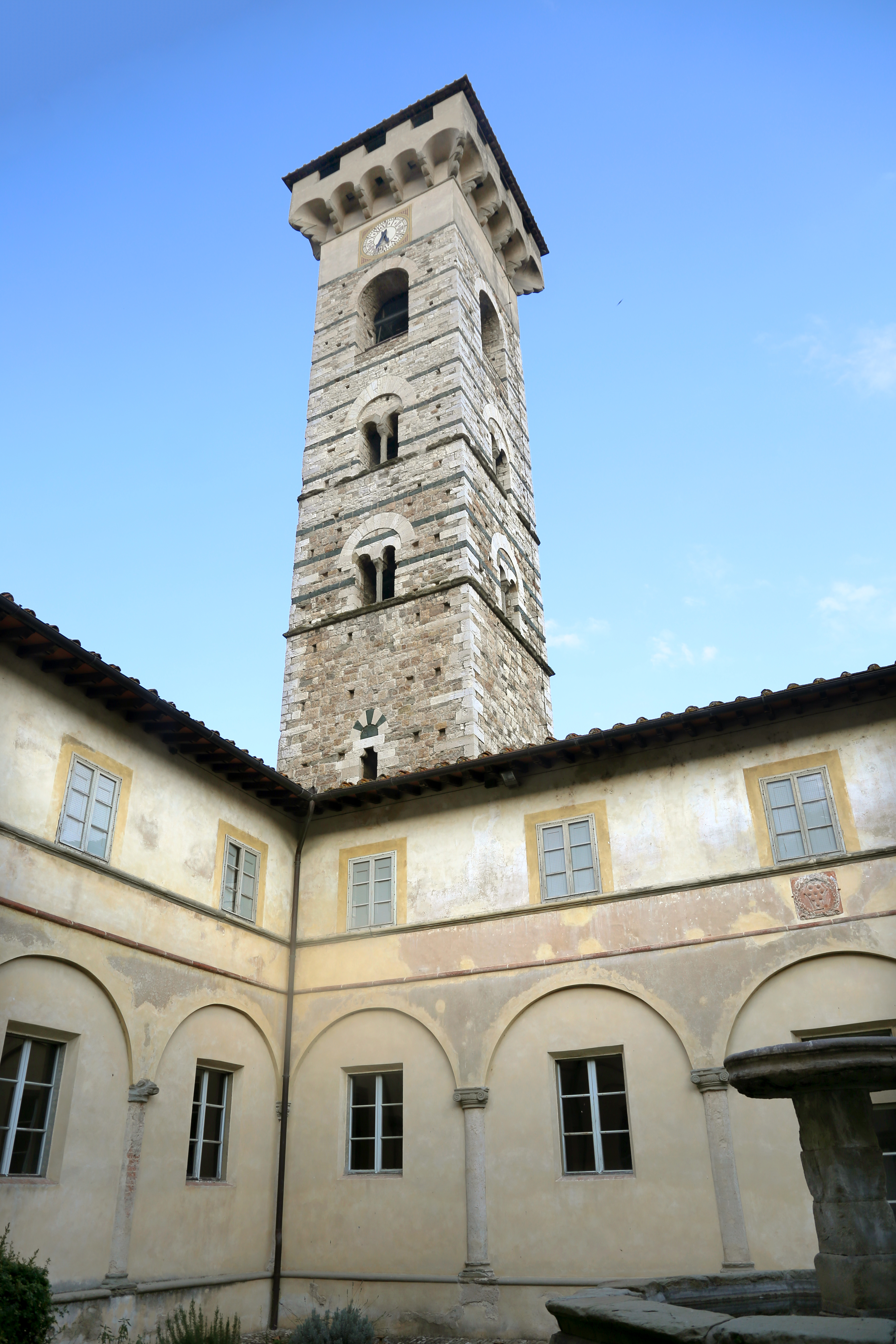
Torre campanaria - 1260
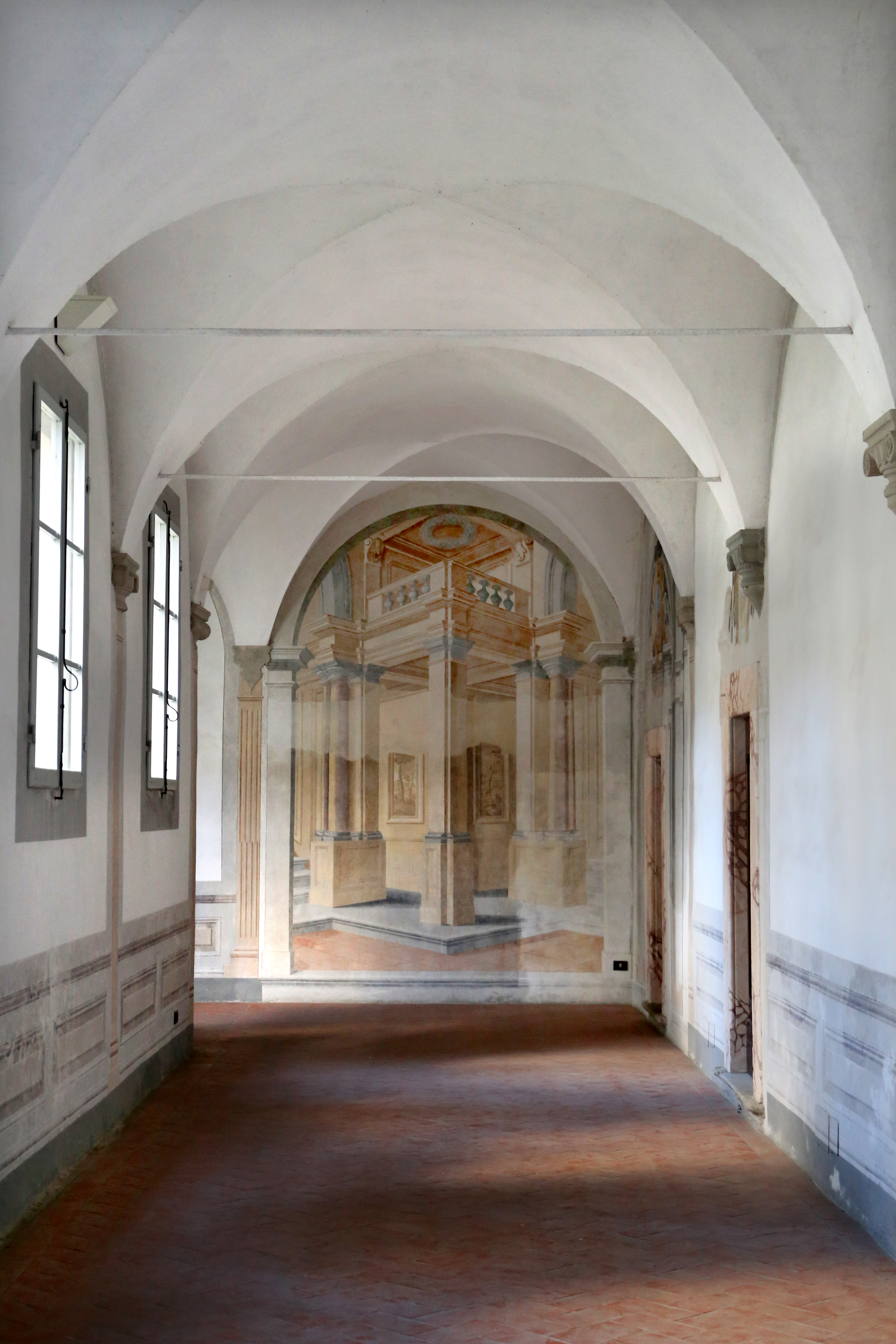
Particolare del Chiostro inferiore
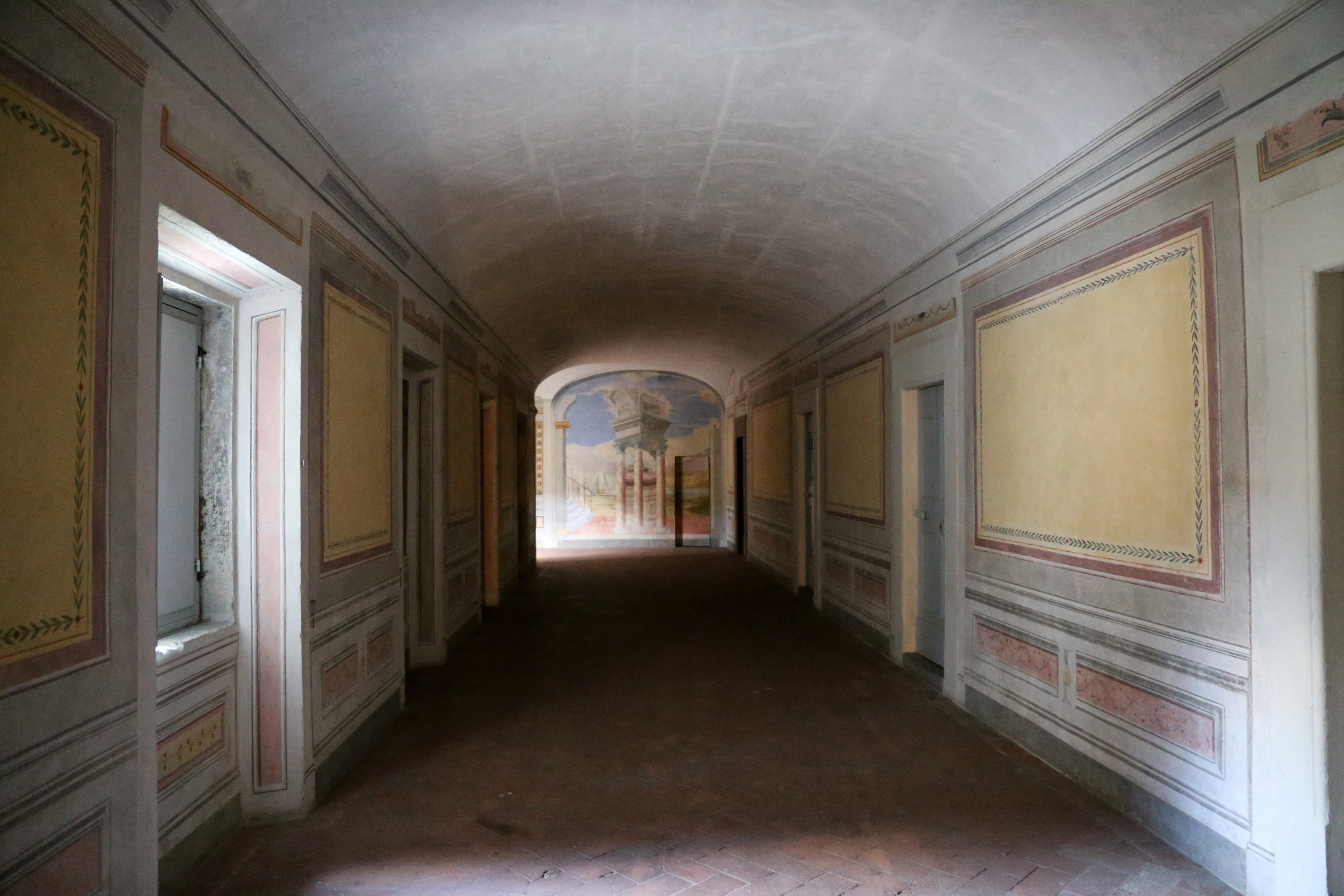
Particolare del Chiostro superiore